# 全息摄影

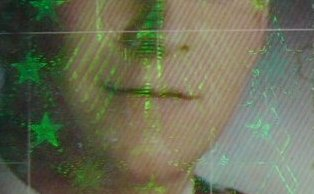
德国身份证中采用的全像術

全息摄影（英語：Holography），又稱全息投影、全息3D，是一种记录受摄物体反射（或透射）光波中全部訊息（振幅、相位）的照相技术，而物体反射或者透射的光线可以透过记录胶片完全重建，彷彿物体就在那里一样。透过不同的方位和角度观察照片，可以看到受拍摄物体的不同角度，因此记录得到的像可以使人产生立体视觉。

## 全像術历史与概述
1947年，英国匈牙利裔物理学家丹尼斯·盖伯发明了全像術，他因此项工作获得了1971年诺贝尔物理学奖。其它一些科学家在此之前也曾做过一些研究工作，解决了一些技术上的问题。全像術的发明是盖伯在英国BTH公司研究增强电子显微镜性能手段时的偶然发现，而这项技术由该公司在1947年12月申请了专利（专利号GB685286）。这项技术从发明开始就一直应用于电子显微技术中，在这个领域中称为电子全像術技术，但是全像術一直到1960年激光的发明才取得了实质性的發展。
第一张实际记录了三维物体的光学全像術照片是在1962年由苏联科学家尤里·丹尼苏克拍摄的。 与此同时，美国密歇根大学雷达实验室的工作人员艾米特·利思和尤里斯·乌帕特尼克斯也发明了同样的技术。 尼古拉斯·菲利普斯改进了光化学加工技术，以生产高品質的全像術图片。
全像術可以分为如下若干类。透射全像術，如利思和乌帕特尼克斯所发明的技术，这种技术通过向全像術胶片照射激光，然后从另一个方向来观察重建的图像。后来经过改进，彩虹全像術可以使用白色光来照明，以观察重建的图像。彩虹全像術现在广泛应用于诸如信用卡安全防伪和产品包装等领域。这些种类的彩虹全像術通常在一个塑料胶片形成了表面浮雕图案，然后通过在背面镀上铝膜使光线透过胶片以重建图像。另一种常见的全像術称为反射全像術，或称为丹尼苏克全像術。这种技术可以通过使用白色光源从和观察者相同方向来照射胶片，通过反射来重建彩色图像，以重建图像。镜面全像術是一种通过控制镜面在二维表面上的运动来制造三维图像的相关技术。它通过控制反射光线或者折射光线来构造全息图像，而盖伯的全像術是通过衍射光来重建波前的。
促使全像術在短短一段时间内就蓬勃发展的关键原因是低成本固体激光器的大规模生产，如DVD播放机和其他一些常用设备中所使用的激光器。这些激光器对全像術的发展也产生了极大促进作用。这些廉价且体积很小的固体激光器可以在某些条件下与最初用于全像術的那些大型昂贵的气体激光器相媲美，因此使得预算较低的研究者、艺术家甚至业余爱好者都可以参与到全像術的研究中来。

## 全像術理论

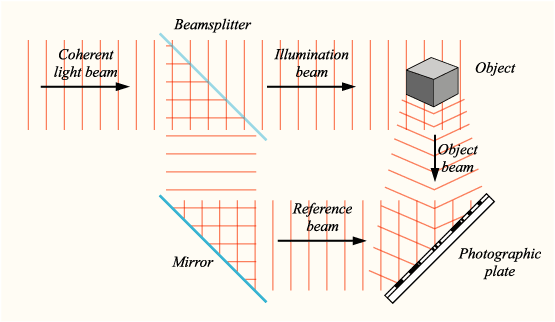
全像術的过程。

尽管全像術经常称为三维摄影，这是一个不正确说法。一个更好地类比是在录音的过程中通过将声场编码，使得随后可以将其重现。在全像術中，一个物体或者一组物体散射的光线会照射到记录介质上，此时，第二束称为参考光的光线也照射在记录介质上，这样，两束光发生了干涉。产生的光场产生了看起来随机的图案，而变化的密度由记录介质记录了下来。可以证明，如果使用与参考光相同的光线，参考光可以在照片上产生衍射，而衍射的光场和物体散射的光场相同。这样，观察全像術的照片就会看到那个物体，尽管物体其实并不在那里。包括摄影胶卷在内的多种记录介质都可以用于全像術。
全像術发明人丹尼斯·盖伯解决的问题是怎样为所有穿过一个大窗口的光线拍照，而不仅仅是为穿过一个很小针孔的光线拍照。在透过这个窗口进行观察的时候，由于每只眼睛观察到不同场景，观察者会产生立体感觉。而且，如果观察者能够将他的头围绕着窗口外部移动，他可以看到物体不同的角度（1960年代早期的一个全像術实验拍摄了一个物体，物体前面几厘米的位置摆放了一个放大镜，观察者可以通过将头上下摆动，看到物体透过透镜成的像和物体本身）。
丹尼斯·盖伯为了进行全像術，需要使用一个高速快门，快门速度非常快，使得它可以将光波穿过窗口时的相位固定住，也就是说，这个快门需要以光速工作。如果光线闪烁时间和物体运动的周期一致，每次看到的都是物体同样部位，这样物体看起来就是固定的，频闪灯就是用这个原理来“固定”快速移动的物体如发动机，盖伯采用了类似的办法来实现。在全像術中，和频闪灯类似的功能由参考光来完成。在上边示意图中，光线的一部分照明光给物体散射，直接照射在胶片上（这里没有使用针孔或者透镜来成像），而另一部分参考光没有照在物体上，而是从原始激光束中分离后直接照射在胶片上。
在全像術重构过程中，为了回放胶片中拍摄的内容，需要重新提供参考光线，将它照射在冲洗出来的胶片上，也就是我们所说的窗口中。这使得在摄影过程中捕捉的穿过窗口的光线相位和他们当初离开物体照在胶片上的时候的相位完全一致地重现。实际上，如示意图所示，现在可以通过窗口观察到其后的物体了。
丹尼斯·盖伯发明的原理并不像频闪灯那样简单。为了进一步理解全像術的理论，我们需要理解光波的干涉和衍射。对于那些不熟悉这些概念的人，在阅读本节以下部分之前可以通过阅读那些专门介绍的文章来学习这些概念。

### 干涉与繞射
在一个或者多个波前叠加的时候会出现干涉现象。而在一个波前接触到一个物体的时候就会产生繞射。全像術重建的过程在下面完全是用干涉和折射进行了解释。这个解释有所简化，但是足以理解全像術过程的工作原理了。

#### 平面波前的情况
繞射光栅是一种具有周期性结构的器件。一个刻有均匀刻线的金属板就是一个简单的光栅。光线穿过它的时候会产生弯曲，弯曲的角度θ由光线的波长λ和刻线的间距d决定， 关系为sinθ = λ/d。
非常简单的全像術可以通过将从同一光源射出的两束平面波叠加来示意。参考光垂直照射在摄影胶片上，而另一束光以一定的角度θ照射在胶片上。两束光之间的相对相位差在胶片上不停地变化，变化的关系为2π y sinθ/λ，其中y是沿着胶片的距离。这两束光的干涉会产生干涉图样。由于光线的相位差每经过d =  λ/sinθ的距离变化2π，干涉条纹的间距也是d。这样参考光和物体发出的光之间的相对相位就由干涉条纹的最亮处和最暗处记录下来了。
在摄影胶片冲洗出来以后，干涉条纹可以用作繞射光栅。这样，当参考光线照射在胶片上的时候，部分光线会以相同的角度θ发生衍射。这样，物体发出的光线就重建出来了。使用两个波的干涉创建出的衍射光栅可以重建出物体发射的光线，这样它可以看作是上面定义的全像術。

#### 点光源的情况

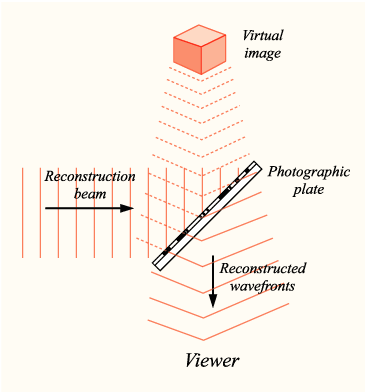
全像術重建过程。

更复杂的全像術可以使用点光源作为物体，同时使用一束平面波来作为参考光来照射在摄影胶片上。这时，产生的干涉图样是曲线，曲线的形状为一圈一圈的圆环，离中心越远，圆环的间距越小，这个形状也称为波带板。
照相底片冲洗以后会显示出复杂的干涉图样，这个图样可以认为是有不同间隔的衍射图案的叠加。当冲洗后的胶片单单给参考光照明的时候，胶片上的图案可以看作是一个光栅，这个光栅会根据光栅刻线的间距将光线衍射至不同的角度。可以证明，这个效果的净效应是重建了物体（点光源）发出的光线。由于从胶片发出的光线与点光源所发射出来的光线一模一样，观察者可以看到光线是从胶片后面的一个点发射出来的，尽管这个物体其实并不存在。
这张全像術的照片可以产生凹透镜的效果，因为它使平面波前转变为发散的波前。它也可以增加照射在其上的任何波前的分散性，就和普通的透镜一样。它的焦距就是点光源与胶片的间距。

#### 复杂物体的情况
为了记录复杂物体的全像術，首先要将一束激光用分光器分成两束：一束光用于照亮物体，物体会将它散射，反射光会照在记录介质上；另一束光直接照射在记录介质上面。
根据繞射理论，物体上面的每一个点都可以看作是一个点光源。每个点光源所发射出来的光都会和参考光发生干涉，产生干涉图样。结果产生的干涉图样是所有的点光源和参考光源产生的干涉图样的叠加。
当移除了物体并冲洗胶片以后，将参考光重新照射记录了全像術的胶片，每一个点光源繞射光栅都可以繞射部分的参考光线，重建他们对应的点光源的波前。这些单独的波前叠加起来以后就可以重建整个物体散射的光线的波前。由于观察者感知到的波前和物体散射出的光线的波前完全一致，因此观察者仍然可以看到在那里的物体。这个图像可以看作是虚像，因为那里并没有实际物体发出光线。而且可以看到照亮物体的光源的方向和原始的照明光线方向是一致的。

### 数学模型
光波可以使用一个复数变量U来表示其光波中的电场和磁场。光波的幅度和相位可以使用复数的模和辐角来表示。在全像術的系统中，每一点处的物体发出的光和参考光可以用变量UO和UR来表示，这样联合起来的光波可以表示为UO + UR。这个光波的能量和电场幅度的平方成正比：
{\displaystyle |U_{O}+U_{R}|^{2}=U_{O}U_{R}^{*}+|U_{R}|^{2}+|U_{O}|^{2}+U_{O}^{*}U_{R}}。
如果一张摄影胶片暴露在这两束光中，然后冲洗出来，它的透射函数将于照射在其上的光线能量成正比，可以表示为：
{\displaystyle T=k[U_{O}U_{R}^{*}+|U_{R}|^{2}+|U_{O}|^{2}+U_{O}^{*}U_{R}]}，
其中{\displaystyle k}是常数。冲印出来的胶片在使用参考光照射的时候，透过胶片的光波可以用UH表示：
{\displaystyle U_{H}=TU_{R}=k[U_{O}U_{R}^{*}+|U_{R}|^{2}+|U_{O}|^{2}+U_{O}^{*}U_{R}]U_{R}=k[U_{O}|U_{R}|^{2}+|U_{R}|^{2}U_{R}+|U_{O}|^{2}U_{R}+U_{O}^{*}U_{R}^{2}]}。
可以看出UH中包含四项，第一项正比于 UO，可以用来重建物体发射出来的光。第二项代表了参考光，其幅度变成了 UR2。第三项同样代表了参考光，其幅度为UO2，这个修改可以引起参考光线在其中心方向周围发生衍射。第四项称为共轭物体光线。它的凹凸性和物体正好相反，而且在全息胶片的前方形成了一个实像。由于全像術在拍摄时都要让物体和参考光垂直的照射在胶片上，这意味着全像術给参考光照射后产生的四束光会叠加在一起。由利思和乌帕特尼克斯发明的离轴全像術可以解决这个问题。物体光和参考光以一个角度照射在全息记录介质上，因此虚像、实像和参考光波前以不同的角度射出，使得可以清晰的观察到重建的像的光线。

## 全像術胶片

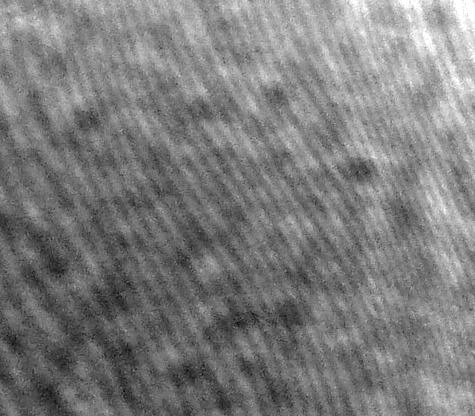
漫射光背景下的全像術胶片，区域大小为8x8毫米。

右图所示为一张在漫射光背景下拍摄的全息照片，照片上已经记录了全息的光信息。图中所示的区域的大小为大约8x8毫米。全息摄影中记录下来的是光线强度的随机变化，这个变化称为客观散斑。胶片中规则的线条是由光线在装载胶片的玻璃板中多次反射产生的干涉条纹。直接观察全像術的胶片时是无法根据记录的结构辨识出所拍摄的物体的，就像无法根据留声机在唱片上留下的刻痕直接读出音乐一样。当使用激光束照亮全息摄影胶片的时候，观察者可以看到拍摄的物体（右边这张照片拍摄的一辆玩具汽车），这是因为激光可以由胶片衍射，从而重建物体散射出的光线。
当一个人观察的时候，每只眼睛都捕捉到物体散射的光线的一部分，而人眼中的晶状体可以作为透镜将物体在视网膜上成像，而从不同角度上射出的光线都在相平面的不同角位上成像。由于全像術系统可以将射在胶片上的光场完整的重构出来，观察者看到的光场和物体散射出来的光场完全一致，换句话说，观察者无法区分看到的是真实的物体散射的光线，还是仅仅是一个虚像。如果观察者移动，它看到的物体看起来也在移动，用户仍然无法区分他看到的是究竟是原始的光场还是重构出来的光场。如果场景中有若干个物体，用户者还可以观察到视差现象。如果观察者用两只眼睛同时观察，就可以产生立体视觉，也就是在观察全像術照片的时候得到深度的信息，这和他在观察真实的场景的时候感受到立体视觉的原理是完全一致的。然而，全像術并不是三维照片。照片可以从一个观察点将场景的像记录下来，这个观察点是由照相机的透镜位置决定的。而全像術记录下来的并不是像，而是将需要重建的散射光光场编码记录下来。在任何位置使用照相机或者眼睛都可以记录下重建的散射光线。在早期的全像術研究中，通常使用棋盘作为拍摄物体，然后可以通过不同角度对重建的光线拍照来展示棋子相对位置的变化。
由于全像術中每个点都包含了原始场景的光线的信息，从原理上说，整个场景可以通过任意小的一部分全像術胶片上还原出来。为了展示这个概念，可以将全息照片分成若干部分，通过每个部分都可以观察到整个的物体。如果一个人将全息照片看作是观察物体的窗口，每一小片全息照片仅仅是窗口的一部分，但是通过这个窗口仍然可以观察到物体，尽管其他的窗口已经关闭了。然而，在全息照片的尺寸减小了以后，分辨率会随之降低，因此物体会变得模糊。这是衍射的结果。在普通的光学成像系统中，也可以观察到类似的现象，当透镜或者透镜的光圈直径降低的时候，成像的分辨率会受繞射光斑的影响而降低。

## 观察和创作全息摄影
在记录全息影像的过程中，物体散射光和参考光必须能够产生稳定的干涉图样。为了达到这个效果，这些光线必须具有相同的频率，在曝光时也保持相同的相对相位，这也就是说，这些光线必须相干。很多激光光束符合这个条件，因此自从全息摄影发明开始就使用激光来进行全息摄影了，尽管最早盖伯提出的全息摄影使用的是准单色光。从原理上说，如果两个不同的光源可以产生相干光，那么就可以使用这两个分离的光源来进行拍摄，但是实际上总是使用单一的激光光源。
另外，用于记录全息摄影的干涉条纹的介质必须拥有足够的解析度，以使干涉条纹可以分辨出来。下面列出了一些通常使用的记录介质。干涉条纹的距离和物体与参考光之间的角度有关。例如，如果这个角度是45°，光波的波长为0.5微米，那么条纹的间距大约是0.7微米，也就是1400线/毫米。当然即使无法解析出所有的条纹仍然可以看到全息摄影的拍摄结果，只是图像的解析度会随着记录介质解析度的下降而下降。
在拍摄全息照片的时候，机械稳定性也是非常重要的。物体和参考光的震动甚至是空气的运动都会产生相对的相位变化，这会使得记录介质上的条纹发生移动。如果相位变化超过π，就会导致干涉图样平均起来消失了，也就无法得到全息记录的结果。通常的记录时间需要若干秒，而相对的相位差小于π相当于要求位移小于λ/2，这是一个相当严格的稳定性要求了。
一般来说，光线的相干长度决定了全息摄影能够记录的场景深度。通常拥有良好性能的激光的相干长度可达数米，足够用于拍摄很深的全息照片了。某些激光笔也得以用来制造较小的全息照片，这些全息照片的深度并不是由激光笔产生的激光的相干长度的限制的，而是受限于激光笔的功率（低于5毫瓦）。
场景中待拍摄的物体必须有光学上粗糙的表面，因此可以在很广的角度上散射光线。镜面反射的表面会照射其上每一点的光线反射至一个特定的角度，因此，大多数的光线不会接触到记录的介质。而从物体粗糙表面散射的光线会产生具有随机幅度和相位的客观散斑。
参考光线一般并不是一个平面波前，而常用的是一束分散的波前。这种波前可以通过在激光的光路中插入一个凹透镜来实现。
为了通过透射全息照片准确的重建物体的像，照在其上的参考光必须和拍照时的参考光有相同的波长和曲率，也必须以和拍照相同的角度照在照片上。唯一可以有不同之处的地方只能是参考光的相位。违反任意一条条件都会导致重建过程失真。几乎所有的全息照片都是使用激光拍摄的，但是窄带的灯甚至日光都可以辨别出重构的像。
如果用于重构全息图像的光线的波长变长，那么重构出来的图像会放大。最开始人们希望能够使用X射线来拍摄全息图像，然后使用可见光来观察像，然而直到现在仍然没能成功的使用X射线来拍摄全息图像。 但是这个效应可以通过使用能够发出不同频率光线的光源来观察到
。
全息干涉度量中，会将重建的全息图像的波前与真正的波前进行干涉，以找出任何物体的位移。如果物体没有移动，就不会产生干涉条纹，而这里需要精确的重建全息图像。

## 全息摄影记录介质
根据上面的讨论，记录全息影像的介质需要有能力解析出干涉条纹。介质也必须足够敏感，以能够在尽量短的时间内完成拍摄，使得系统尽可能的保持其光学稳定性。光学稳定性是指两束光之间的相对位移需要远小于λ/2。使用大功率脉冲激光器可以在几纳秒的时间内在特定的材料上记录下全息图样。
记录介质需要将干涉图样转换成能够改射在其上的光线的幅度或者相位的光学元素，这称为幅度全息和相位全息。在幅度全息照片中，照片上不同位置对光线的吸收率不同，这是由于在冲洗出来的照片中，胶片上的感光乳剂根据照射其上的光强度不同剩余的数量也不相同。在相位全息照片中，材料的光学距离（折射率或者厚度）随着光强的变化而发生变化。
大多数用于相位全息照片的感光材料可以达到理论上的衍射效率 ，对于厚全息照片来说，效率达到了100%（布拉格衍射区域），而对于薄全息照片，效率达到33.9%（拉曼-奈斯衍射区域，全息照片通常只有几微米厚）。幅度全息照片的效率要比相位全息照片的效率低，因此较少使用。
下面的列表显示了用于全息摄影的主要的感光材料。注意这些材料并不包括用于大规模复制已有全息照片的那些材料。表中分辨率的极限表示曝光后形成的光栅每毫米最多的线条数。曝光需要很长的曝光时间，而短曝光时间（少于1毫秒，如使用脉冲激光）需要大曝光量。
| 材料          | 可否重用 | 加工方式 | 全息类型    | 最高效率 | 曝光量 [mJ/cm²] | 分辨率极限 [mm−1] |
| ------------- | -------- | -------- | ----------- | -------- | --------------- | ----------------- |
| 感光乳剂      | 否       | 湿加工   | 幅度        | 6%       | 0.001–0.1       | 1,000–10,000      |
| 感光乳剂      | 否       | 湿加工   | 相位 (漂白) | 60%      | 0.001–0.1       | 1,000–10,000      |
| 重铬酸盐明胶  | 否       | 湿加工   | 相位        | 100%     | 10              | 10,000            |
| 光刻胶        | 否       | 湿加工   | 相位        | 33%      | 10              | 3,000             |
| 光致热敏材料  | 是       | 充电加热 | 相位        | 33%      | 0.01            | 500–1,200         |
| 感光树脂      | 否       | 后曝光   | 相位        | 100%     | 1–1,000         | 2,000–5,000       |
| 光致变色材料  | 是       | 否       | 幅度        | 2%       | 10–100          | >5,000            |
| 光致折变材料s | 是       | 否       | 相位        | 100%     | 0.1–50,000      | 2,000–10,000      |
| 弹性体        | 否       | 无       | 相位        | --       | 300             | --                |

### 全息打印机
全息打印机是一种全息图像的打印设备，它可以根据一个三维模型或视频序列输出全彩色的数字全息图像。一台这样的机器价值可能达到50万美元，体积大概能占据一个小房间。它使用红色、绿色和蓝色的激光在全息胶片上刻印上一系列全息像素。全息像素包含有从它的位置可以观察到的整个图像的信息。每个全息像素的信息是根据产生的计算机图像计算得出的。全息胶片的介质是一曝光后可能还需要冲洗。随后，这层薄膜将压在一个硬塑背板上。由于每个全息像素都需要使用三种颜色单独印刷，打印一张数字全息图像可能需要若干个小时。每个全息像素的大小大约是1平方毫米。
目前全世界仅有少数几家数字全息打印机制造商。

### 压印与大规模生产
全息照片制作成功以后可以对它进行复制，复制可以采用于全息摄影类似的光学方法，或者通过压印来制作表面浮雕全息照片。表面浮雕全息照片使用光阻材料或者光致热敏材料进行记录，而且可以以较低的成本进行大规模的复制生产。现在，这种压印的全息图像已经得到了广泛的应用，如信用卡或合格产品上印刷的安全信息。加拿大皇家造币厂甚至还通过复杂的冲印工艺在金币和银币上制造全息图像。1984年，国家地理杂志出版了第一本封面印有全息图案的杂志。
压印工艺的第一步是通过电子沉积法在记录了全息图像的光阻材料或者光致热敏材料上镀上镍，以制造压模。当镍层达到了要求的厚度，就将它与全息照片分离，随后装在金属背板上。用于复制全息照片的材料包括聚酯薄膜、树脂分离层、以及用以构成全息图像层的热塑薄膜。
压印的过程可以通过简单的热压来实现。底层用来复制全息图像的，为热塑层，这层首先需要加热，当超过软化点温度后，使用压模压制。这个形状在薄膜冷却以后依然保持，然后从压模剥离。为了允许通过反射来观察到压印的全息图像，还需要在记录了全息图像的薄膜后添加一层反射层。这层薄膜通常使用铝来制造。
目前研究表明，可以通过表面炸药爆炸来创建需要的表面浮雕，以在钢铁上直接印刷全息图像。

## 应用

### 数据存储
除了记录图像，全息摄影技术还有很多其他应用。全息存储就是一种能够以很高的密度在晶体内部和光聚材料上存储信息的技术。由于许多电子产品都需要包含存储设备，这种能够在某些介质上存储大量信息的技术非常重要。目前的存储技术如蓝光光盘已经达到了衍射所限制的最大的数据存储密度，因此全息存储可能成为下一代主要的存储技术。这种数据存储技术的优点是数据不仅仅是记录在表面上，而且也记录在材料的内部。目前可用的空间光调制器可以在1秒钟内产生1000幅不同的图像，图像的分辨率是1024×1024比特。使用合适的记录材料（可能是聚合材料或者铌酸锂）可以达到每秒1Gb的写入速度。读取速度比写入速度快许多，一般认为可以达到每秒1Tb的读取速度。
2005年，一些公司如Optware和Maxell生产了120mm的全息光盘，这个全息光盘使用全息记录层，最多可以存储3.9TB的信息。他们计划以全息通用光盘来将这项技术推向市场。其他公司如InPhase科技也在研究类似的技术格式。
大多数全息数据存储模型都采用了基于页的存储方式，每一记录的全息图像都包含有大量地信息。最近有研究计划使用亚微米的微型全息图像来实现可能的三维光存储解决方案。尽管这种数据存储方式无法达到基于页的数据存储的高数据率，这种方案的生产成本更低，技术障碍也更小。

### 安全领域

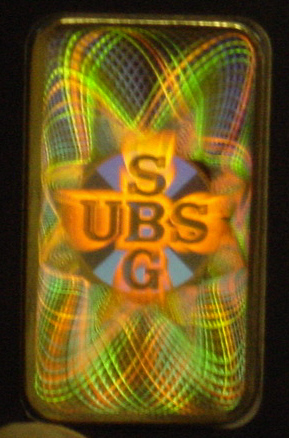
使用全息图像作为安全措施的瑞银幻彩金条。

由于复制全息图像需要价格昂贵的专门先进设备，安全全息图像非常难以伪造。许多货币都使用了全息防伪图像，如巴西20雷亚尔钞票、英国的5/10/20英镑钞票、爱沙尼亚25/50/100/500克朗钞票、加拿大的5/10/20/50/100元的钞票、5/10/20/50/100/200/500欧元钞票、韩国5000/10000/50000韩元钞票、日本5000/10000日元钞票等等。他们也经常用于银行储蓄卡、信用卡以及护照、身份证明、书籍、DVD以及体育器材等等。
另外，全息技术还在全像武器照准器上应用。以EOTech公司产品为代表的各种全息瞄准器广泛使用在各种枪械上。

### 艺术作品
艺术家很早就意识到了全息摄影的作为一种艺术媒介的潜能，因此他们来到科学实验室来创造他们的艺术品。全息摄影艺术经常是科学家和艺术家的合作结果，尽管某些全息摄影家认为他们自己既是科学家又是艺术家。萨尔瓦多·达利声称他是第一个在艺术中应用全息摄影的人。可以肯定，他是第一位著名的应用全息摄影的超现实主义艺术家，但是在1972年纽约达利全息摄影展之前，就已经先后有1968年的密歇根克兰布鲁克艺术学院全息艺术展览和1970年的芬奇学院画廊全息艺术展了。这些展览得到了全国媒体的关注。
在二十世纪七十年代，一些艺术工作室和学校成立，每一家都以其独特的方式来研究全息摄影。比较著名的有旧金山全息摄影学校、纽约全息摄影博物馆、伦敦皇家艺术学院和湖林学院研讨会等等。目前，这些工作室都不再存在了。然而，纽约全息艺术中心和首尔HOLO中心仍然为艺术家提供创作和展览全息艺术的场所。
在八十年代，许多使用全息摄影的艺术家在艺术世界中推广了这种所谓的新媒体。每个艺术家都找到了一种合适的表达方式来展现他们的三维艺术作品，避免了简单的使用全息摄影再现是一个雕像或物体。例如，在巴西，许多仿形体诗人发现全息摄影可以用来表达自己的想法，更新了仿形体诗的创作。
目前还有一群人数虽然较少但仍很活跃的艺术家仍然在使用全息摄影作为他们的主要载体，更多的艺术家将全息摄影的元素集成到了他们的作品中。有一些人采用了创新的全息摄影技术，例如艺术家马特·布兰德使用计算机镜面设计来消除镜面全息摄影的像失真。
麻省理工学院博物馆和乔纳森·罗斯都收藏了大量的全息摄影作品，同时也提供了在线作品目录。

### 业余爱好
自从全息摄影发明以来，许多人都探索了全息摄影的可能应用。1971年，劳埃德·克罗斯开办了旧金山全息摄影学校，进行对入门者使用便宜的设备进行全息摄影的方法。这种方法需要使用一大桌子的深沙来固定光学器件，减弱可能毁坏图像的振动。
许多全息摄影家都在制作全息摄影艺术作品。1983年，弗雷德·安特尔舍出版了全息摄影手册，用非常浅显的文字描述了在家中拍摄全息照片的方法。这本书带来了新一波的全息摄影家，他们采用非常简单的方法使用卤化银来记录全息影像。
2000年，弗兰克·德弗萊伊塔斯出版了全息摄影书，向无数全息摄影爱好者介绍了使用激光笔进行全息摄影的方法。这个方法对于初学者非常重要，因为一支5毫瓦的激光笔价格仅5美元，以前使用的激光器价格高达1200美元。目前，全世界有成百上千的业余全息摄影爱好者。
2006年，用于全息摄影的绿色激光器开始大量出现，而业余全息摄影家们也可以使用重铬酸盐明胶来进行全息摄影。全息摄影界对重铬酸盐明胶对绿色光的高感光性感到非常惊异，因为以前人们认为这种敏感性应该是不存在的。杰夫·布莱斯认为采用G307配方的重铬酸盐明胶可以增加拍摄的速度和敏感性。
许多胶片提供商在卤化银市场进进出出。尽管越来越多的胶片制造商开始出现填补出现的空白，许多业余爱好者开始自己制造胶片。比较流行的配方是重铬酸盐明胶、感光亚甲蓝、以及扩散方法制备卤化银。杰夫·布莱斯发表了非常准确的制备胶片的配方，人们可以在小型实验室甚至车库中制备胶片。
目前甚至还有一小批业余爱好者自制脉冲激光器来拍摄运动物体的全息照片。

### 全息干涉
全息干涉是一种能够静态和动态的检查有粗糙表面的物体位移的技术，测量的精度可以达到光学干涉的精度（小于光线的波长）。这种技术也可以用来检测透明介质中的光路长度的变化，因此可以显示并分析液体的流动。它也可以用于产生物体表面的等高线。
目前这种技术广泛的用于测量机械结构的应力、张力和震动情况。

### 干涉显微
全息图像保存了光场的幅度和相位信息，有一些全息图像保存的信息可以接近向各个方向辐射的光分布所包含的全部信息。对这些全息图像的数值分析可以仿真非常大的数值孔径，因此能够提高光学显微镜的分辨率。相应的技术称为干涉显微技术。目前的干涉显微技术可以达到1/4波长的分辨率极限。

### 全息传感器
使用某种特定材料制成的全息摄影的胶片可以在与特定的分子发生反应的时候引起条纹周期性或者折射率的变化，因此，全息图像反射光的颜色也将为此发生变化。

### 动态全息摄影术
在稳定的全息摄影中，记录、冲洗和重建等步骤依次执行，而最终会产生永久的全息照片。
还有一种不需要进行冲洗的全息感光材料，它可以在很短的时间内记录一张全息图像。这样，人们就可以使用全息摄影来完成一些简单的全光操作。这种实时的全息图像的应用包括相位共轭镜，光缓存、图像处理（对时变图像的模式识别）以及光计算。
由于计算过程是对整个图像的并行处理，需要进行计算的信息量可能非常巨大（Tb/s）。这样大的计算量可以补偿通常几微秒的记录时间。几微秒的时间对于通常使用的电子计算机来说已经是很长的时间了。对动态全息图像的光处理也不如电子计算机的处理方法灵活。从一方面来说，人们总是需要对整个图像进行处理，但是从另一方面来说，对全息图像的处理又是非常基本的，通常是乘法或者相位共轭等等。但是在光学处理中，加法和傅立叶变换在线形材料中都是非常实现的（傅立叶变换可以简单的通过透镜来实现）。这样就使得在某些应用中，设备可以使用光学方法对图像进行比较。
目前的研究中，人们正在积极寻找一些新型的非线性光学材料。最常见的材料就是光折变晶体，还有半导体、半导体异质（如量子阱）、原子蒸汽和气体、等离子体，甚至是能够产生全息图像的液体。
一个非常可能得到重要应用的研究是光学相位共轭。它可以通过让光线再次穿过具有共轭相位的介质来移除光线在穿过致像差介质时产生的波前失真。在自由空间光通信中，这个技术可以用于补偿大气干扰（这是造成星光闪烁的原因）。

### 非光学应用
从原理上说，可以对任何波进行全息记录。
电子全息摄影是将全息摄影技术应用于电子波中。电子全息摄影技术由丹尼斯·盖伯发明，可以用于改进分辨率并防止透射电子显微镜的吸收。现在，这种技术仍然在用于研究薄膜的电场和磁场，这是因为电场和磁场可以改变穿过样品的干扰波的相位。电子全息摄影的原理也可以用于干涉光刻。
全息声学是一种能够通过测量远离声源的一组压力/粒子速度传感器来估计声源附近声场的方法。全息声学等测量技术在许多领域都越来越重要，特别是在运输、运载工具和飞船的设计等领域。全息声学的基本思想已经导致了不同种类的全息声学，如近场全息声学、统计最优近场全息声学。在声学再现领域，波场合成是最相关的过程了。
全息原子学的进展已经超越了原子光学领域的基本要素的发展。在菲涅耳衍射透镜和原子镜帮助下，全息原子学和原子束物理学一起发展。最近关于原子反射镜，特别是脊反射镜的进展为拍摄原子全息摄影图像提供了重要工具。然而，到目前为止，原子全息摄影还没有商业化。

### 其它应用
在邮局、大型货运公司以及自动化传输系统中使用了全息图像扫描仪来确定包裹的三维尺寸。这个技术经常与重量选别秤一起使用，以在给定的体积内自动的打包，可以更好地用于卡车等大型货物运输装置。

## 易混淆概念
光栅印刷与投影、佩珀尔幻象都是容易与全息图像相混淆的概念。

## 扩展阅读
- 国际全息制造商协会（页面存档备份，存于）
- 美國專利第3,506,327号 — "Wavefront reconstruction using a coherent reference beam" — E. N. Leith et al.
- 丹尼斯·盖伯的诺贝尔获奖演讲（页面存档备份，存于）
- 麻省理工学院的空间成像研究小组及其关于全息理论与全息视频的论文（页面存档备份，存于）
- 全息影像的医学应用Medical Applications of Holograms（页面存档备份，存于）
- 全息影像的工作原理（页面存档备份，存于）
- 纽约全息摄影艺术中心，推广全息摄影艺术的非营利组织（页面存档备份，存于）
- 镜面全息艺术网站（页面存档备份，存于）
- 更快的方法来生产全息图片（页面存档备份，存于）
- 手工绘制的全息图（页面存档备份，存于）